# Braungebänderter Bambushai
Der Braungebänderte Bambushai (Chiloscyllium punctatum) ist ein Hai aus der Familie der Bambushaie (Hemiscylliidae).

## Merkmale
Die Art ist mit einer Länge von maximal 105 Zentimeter die größte Art der Gattung Chiloscyllium, erwachsene Tiere messen meist weniger als einen Meter. Körper und Schwanz sind wie bei anderen Arten der Gattung schlank. Die Jungtiere sind mit dunklen Flecken und deutlichen dunkelbraunen Querbinden auffällig gezeichnet. Diese Bänderung kommt auch im deutschsprachigen Artnamen zum Ausdruck, obwohl bei den ausgewachsenen Tieren diese Zeichnungen verblassen oder ganz verschwinden. Die adulten Exemplare des Braungebänderten Bambushais sind daher beinahe einfarbig hellbraun. Die Kiemenspalten sind sehr hell.
Das Maul liegt deutlich vor den für die Gattung recht großen Augen. Sowohl die beiden Rückenflossen als auch die Afterflosse setzen sehr weit hinten am Körper an. Die erste Rückenflosse setzt dabei oberhalb der Mitte der Bauchflossen an und der Beginn der Afterflosse liegt weit hinter dem Ende der zweiten Rückenflosse. Die Hinterränder der Rückenflossen sind konkav und haben jeweils ein freies und zugespitztes unteres Ende.

## Verbreitung und Lebensraum

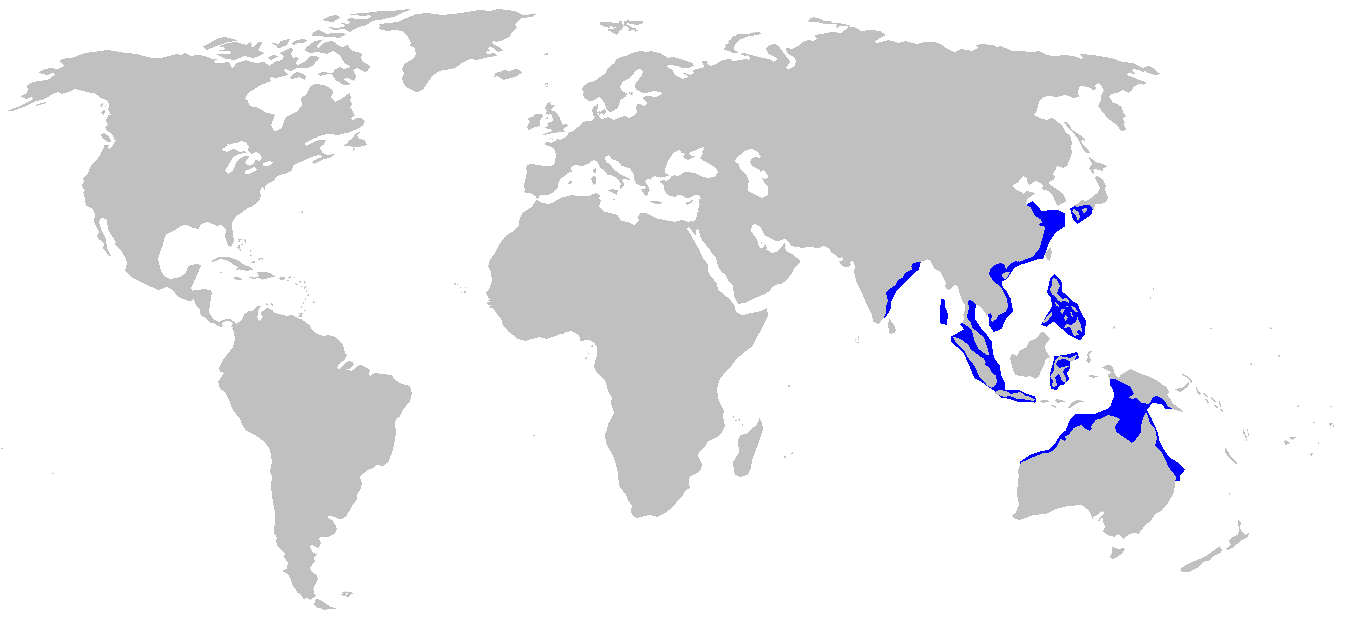
Verbreitung des Braungebänderten Bambushais

Der Braungebänderte Bambushai ist im Osten des Indischen Ozeans vor Indien und Sri Lanka sowie entlang der Küsten Südostasiens und Ozeaniens bis zur Nordküste Australiens beheimatet. Im Norden reicht sein Verbreitungsgebiet im Chinesischen Meer entlang der gesamten asiatischen Küste bis Korea und Japan. 
Er lebt vor allem in küstennahen Korallenriffen auf dem Kontinentalschelf im Bereich der Gezeitenzone, wobei er auch in Resttümpeln nach der Flut gefunden werden kann, sowie wahrscheinlich auch im Bereich von weichen Sandböden.

## Lebensweise

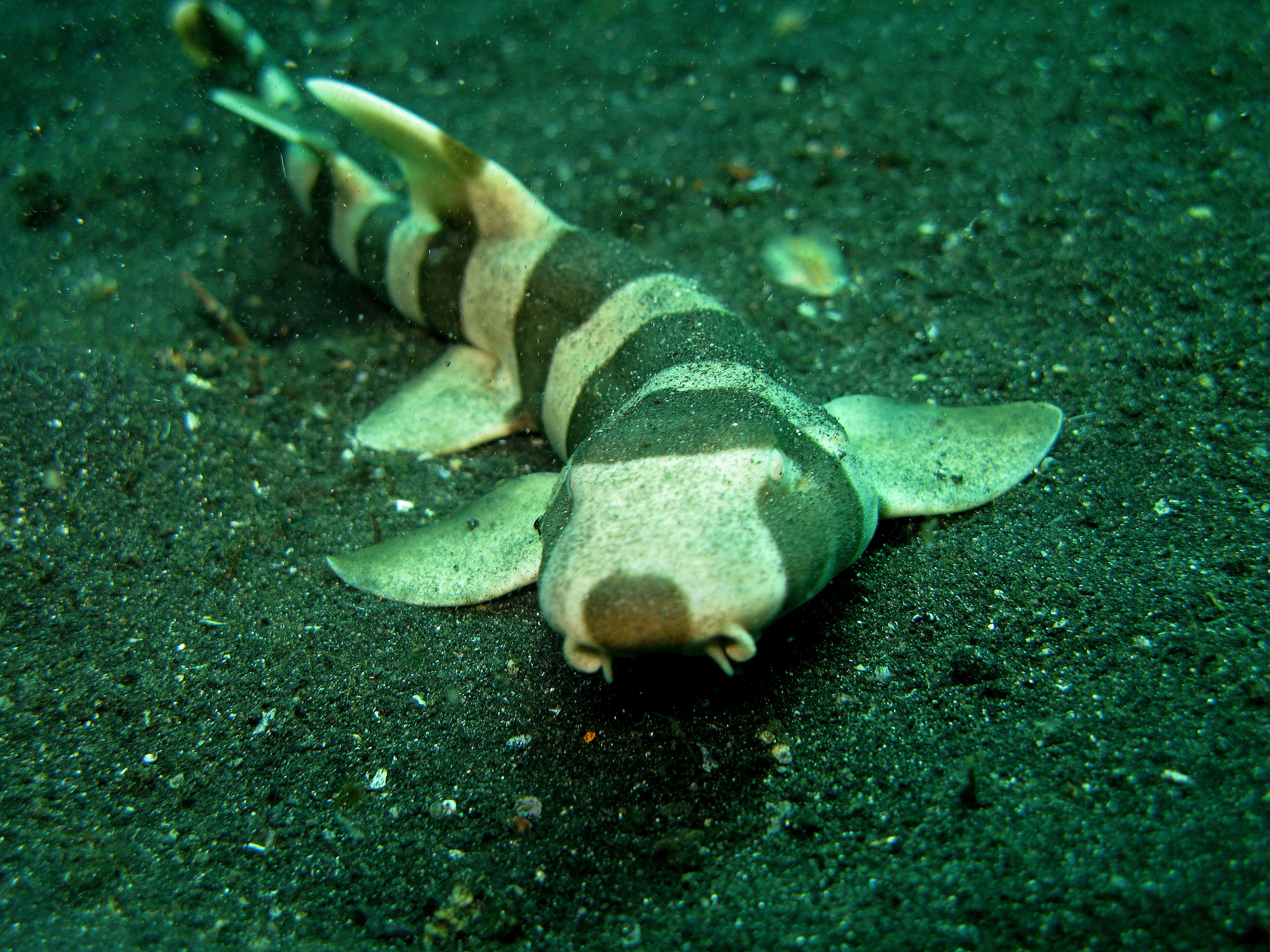
Jungtier mit deutlicher Jugendzeichnung

Der Braungebänderte Bambushai verbringt den Tag versteckt in Riffspalten und jagt nachts nach kleinen Knochenfischen und wirbellosen Tieren. Außerhalb des Wassers kann der Hai bis zu einem halben Tag überleben. 
Die Art ist ovipar (eierlegend) und legt rundliche Eikapseln mit 13 bis 17 Zentimetern Länge und 11 Zentimetern Breite. Beim Schlüpfen haben die Junghaie eine Länge von etwa 13 Zentimetern. Die Geschlechtsreife erreichen die Männchen wahrscheinlich mit einer Länge von rund 60 Zentimetern, für die Weibchen gibt es keine Angaben.

## Verhältnis zum Menschen
Die Braungebänderten Bambushaie werden aufgrund ihrer geringen Größe als für den Menschen ungefährlich eingestuft. Sie werden häufig von Küstenfischern in Indien, Sri Lanka und anderen Staaten gefangen, wo sie als Nahrung genutzt werden. Sie können von einer Überfischung sowie von starken Veränderungen ihrer Habitate in Küstennähe betroffen sein, insbesondere von der Zerstörung von Korallenriffen. Die International Union for Conservation of Nature (IUCN) führt die Art entsprechend auf der Vorwarnliste („Near Threatened“) gefährdeter Arten, stellt jedoch fest, dass für die Küsten Australiens, an denen er nicht gefischt wird und häufig in geschützten Riffgebieten lebt, keine Gefährdung vorliegt.

## Belege
1. ↑  Chiloscyllium punctatum in der Roten Liste gefährdeter Arten der IUCN 2016. Eingestellt von: Dudgeon, C.L., Bennett, M.B. & Kyne, P.M., 2015. Abgerufen am 17. Januar 2023.